# Galleria at Sunset
Le Galleria at Sunset (officieusement désigné comme Galleria) est un centre commercial situé à Henderson, dans la banlieue de Las Vegas, au Nevada. C'est l'un des plus grands dans l'État après le Fashion Show Mall. Il se trouve au 1300 West Sunset Road, près de l'Interstate 515, en face de l'hôtel-casino Sunset Station.
Galleria at Sunset est possédé et exploité par Forest City Enterprises.
La disposition est en forme de « Y » avec deux étages et comprend un total de 97 641 mètres carrés (1 051 000 pieds carrés) de surface de vente. Le guide Frommer's le décrit comme le « plus esthétique » des centres commerciaux de la vallée de Las Vegas.
Le centre dispose de 133 locataires, dont 5 Grands magasins (anchors), un concessionnaire automobile, le bureau des relations communautaires du Henderson Police Department, et 2 restaurants ainsi que 14 services de restauration rapide dans et autour de l'aire de restauration.

## Histoire
Galleria a ouvert le 28 février 1996. Forest City Enterprises a annoncé que Galleria fut ouvert avec 85 % de l'espace loué, un record pour la compagnie.
Le 11 octobre 2002, le centre commercial a inauguré une expansion de 11 250 mètres carrés (121 000 pieds2) dans l'extrémité nord, ce qui a permis l'ajout d'un nouveau grand magasin (aujourd'hui occupé par Dick's Sporting Goods), ainsi que plusieurs autres locataires.
Un second agrandissement est prévu pour 2008.

## Magasins
Le centre dispose de 133 commerces dont :
- Grands magasins
  - Dillard's
  - Dick's Sporting Goods
  - Macy's West/Robinsons-May
  - JCPenney
  - Mervyns

- Boutiques
  - Abercrombie & Fitch
  - Dell Direct Store
  - Gap, Inc.
  - McDonald's
  - RadioShack
  - Starbucks

et beaucoup d'autres...